# Mīnā' al Ḩamrīyah
Mīnā' al Ḩamrīyah (arabiska: ميناء الحمرية) är en hamn i Förenade Arabemiraten. Den ligger i den norra delen av landet, 130 kilometer nordost om huvudstaden Abu Dhabi. Mīnā' al Ḩamrīyah ligger 1 meter över havet. Runt Mīnā' al Ḩamrīyah är det ganska tätbefolkat, med 214 invånare per kvadratkilometer.. Närmaste större samhälle är Sharjah, 8,8 kilometer nordost om Mīnā' al Ḩamrīyah. 
Runt Mīnā' al Ḩamrīyah är det i huvudsak tätbebyggt.